# カントリーミュージックトラベル
『カントリーミュージックトラベル』は、ラジオ関西制作のカントリーミュージック専門の音楽番組である。

## 番組概要
1994年10月14日開始。カントリーミュージックやブルーグラスミュージック、デキシーランドジャズと呼ばれるアメリカ合衆国の民族楽器・音楽の演奏を、毎回阿部和則（カントリーミュージシャン、カントリーミュージック評論家）の選曲や、リスナーから寄せられたリクエストを基に紹介する。
1994年10月にナイター明け半年限定の生情報番組「AM KOBE ラジオべんべけべん! 金曜まとめてど〜ん!」の1コーナーとして、最初は「アメリカン・ミュージックトラベル」のタイトルでスタート。記念すべき１曲目はトラビス・トリットの「Take it easy」。翌年1月17日早朝にM7.3の「阪神・淡路大震災」が起き震災報道一色の放送になり安否情報を主に放送していた。
2月も終る頃リスナーからの「そろそろカントリー音楽をながしても良いのではないでしょうか❔優しい音楽ですから」のお手紙に押されてコーナー再開。4月の番組改編時に「カントリー・ミュージック・トラベル」として30分番組として独立。

放送されたカントリー音楽の楽曲は延べ1万5千曲を数える。
2025年4月よりラジオ関西での放送が月曜4:00から金曜20:30に移動し、30分に縮小され、かつラジオ関西ジャイアンツナイターの無い日のみの放送となる。

## ネット局
- 2025年4月現在
  - ラジオ関西・岐阜放送：ナイター中継のない金曜 20:30 - 21:00
    - 岐阜放送は2025年4月よりネット開始。

- 1時間時代はFMみっきぃ（三木市のコミュニティ放送局）でも土曜 22:00 - 23:00に放送されていたが、2025年春の放送時間短縮時に打ち切られている。